# Clematis burmanica
Clematis burmanica är en ranunkelväxtart som beskrevs av John Henry Lace. Clematis burmanica ingår i släktet klematisar, och familjen ranunkelväxter. Inga underarter finns listade i Catalogue of Life.